# Up In Flames (canção)
"Up in Flames" é uma canção da rapper trinidiana Nicki Minaj, incluida no repertório do relançamento do seu segundo álbum de estúdio Pink Friday: Roman Reloaded – The Re-Up (2012). Escrita por Minaj, Matthew Samuels, Zale Epstein, Stephen Kozmeniuk, Brett Ryan Kruger e produzida por Boi-1da e The Maven Boy, a canção atrai influência dos gêneros hip hop, grindcore e gospel. Logo após o lançamento do disco, a faixa conseguiu notoriedade e atingiu a posição 25 da parada musical UK R&B Chart, divulgada pela The Official Charts Company. O videoclipe de "Up in Flames" foi lançado no dia 9 de abril de 2013.

## Composição
"Up in Flames" é uma canção dos gêneros hip hop, grindcore, gospel e possui batidas de dubstep e hardcore hip hop. Foi escrita por Minaj, Matthew Samuels, Zale Epstein, Stephen Kozmeniuk, Brett Ryan Kruger e produzida por Boi-1da e The Maven Boy. Liricamente, a faixa fala sobre a fama e o sucesso de Minaj, seus encontros com executivos de canais de televisão, shows lotados e sua posição como a rapper feminina mais superior hoje em dia.

## Recepção
"Up in Flames" foi recebida positivamente por críticos profissionais. Amelia Dale do jornal SMH afirmou que Minaj tenta parecer mais Jay-Z e menos Lady Gaga na faixa, elogiando a rapper mas denominando suas rimas como "sem nenhum discernimento, favorecendo os palavrões do que a substância". Nick Levine da BBC chamou a canção como o melhor momento da artista no álbum, e Megan Clark da Impact Magazine elogiou o "gancho [que] é cativante e vai ficar na sua cabeça por horas depois de ouvir a música." A rádio Discover Wers 88.9 FM, com uma crítica escrita por Nina Corcoran, elogiou a produção e a "letra doida" de "Up in Flames". Corcoran ainda achou que "Minaj complementa perfeitamente [a canção], seu flow [é] marcado por uma expressão corajosa e uma entrega acelerada que dá maior peso na criatividade de suas rimas".

## Videoclipe
Minaj lançou mundialmente no dia 9 de abril de 2013, através do popular site de rap World Star Hip Hop, o clipe de "Up In Flames", dirigido por Grizz Lee.

## Créditos
Créditos adaptados do encarte de Pink Friday: Roman Reloaded – The Re-Up:
Gravação
- Gravado em: Studio Malibu, Malibu CA & KazaKoz Studios
- Mixado em: Studio Malibu, Malibu CA
- Masterizado em: Chris Athens Masters, Austin TX

Funcionários
- Compositores: Onika Maraj, Stephen Kozmeniuk, Matthew Samuels, Brett Ryan Kruger, Zale Epstein
- Produtores: Boi-1da & Stephen “Koz” Kozmenuik
- Produção adicional: The Maven Boys de 1da Boi Productions Inc.
- Masterização: Chris Athens
- Mixagem: Ariel Chobaz & Boi-1da
- Bateria: Boi-1da
- Tambor de programação: Zale Epstein
- Vocais: Rene Rowe & Amoy Levy
- Piano e palmas: Bret Ryan
- Sintetizador, guitarra, viola, órgão, engenharia e sinos: Stephen Kozmeniuk

## Desempenho nas paradas musicais
| Tabela musical (2012)      | Melhor posição |
| -------------------------- | -------------- |
| Reino Unido - UK R&B Chart | 25             |